# Eliad Nachum
Eliad Nachum (en hebreo: אליעד נחום, nacido el 31 de enero de 1990), conocido profesionalmente por su nombre Eliad, es un cantante, compositor y actor de televisión israelí.

## Biografía
Eliad Nachum nació en Bat Yam, de padres israelíes de ascendencia judía sefardí (judía iraquí y judía turca). Estudió en la escuela secundaria Orat Ramat Yossef y en la clase de música de la escuela secundaria Ramot en Bat Yam. En 2008 se alistó en las FDI y se desempeñó como cantante en la banda de Education and Youth Corps. Paralelamente a su servicio, trabajó en un álbum debut con los productores discográficos TripL.

## Carrera de actuación
En 1997 empezó a participar en la exitosa serie "Shemesh " como Bar.
En 1998 actuó en la película Ben-Gurion y dobló Popeye and Son.
En 2004 actuó como invitado en " HaPijamot". En 2009 dobló Jazz en "Joniur Baktana" y en 2011 actuó en "Alifim".

## Carrera musical
En 2011 lanzó con la banda TripL su primer sencillo, "Moving", de su álbum debut "Ready, Set, Pop". el single incluido en la colección internacional "Boiling Music".
En 2014 lanzó como sencillos las canciones "Miklat", "Hofshi" y "Siman", escritas por Nachum con el rapero israelí Ron Nesher , canciones incluidas en su álbum debut "Siman".
En 2015 lanzó el sencillo "Matok Kshemarly", una canción de su álbum debut "Siman". La canción fue una de las más destacadas y exitosas del mismo año. la canción alcanzó el primer lugar en la lista semanal de Media Forest y permaneció 5 semanas en el primer lugar en la lista semanal de Galgalatz.
El 10 de septiembre de 2016, fue elegido Fuga del Año y Canción del Año con la canción "Matok Kshemarly" en la lista anual de Galgalatz de 5775 AM.